# 刺叶獐毛
刺叶獐毛（学名：Aeluropus pungens var. hirtulus）为禾本科獐毛属下的一个变种。